# Дункан, Джон (художник)
Джон Дункан (англ. John Duncan, род. 17 июня 1953 года) — американский художник, работающий в разных форматах и жанрах. Известен, как композитор и исполнитель экспериментальной и нойз музыки, перформер, видео-художник, режиссёр экспериментального кино, саунд-артист. Его звуковое творчество, в основном, относится к полевым записям и экспериментам с коротковолновым радио-диапазоном. Его работы и инсталляции исследуют природу человеческого бытия. Дункан работает в области радикального искусства. Наиболее известной из его работ является — аудиокомпозиция «Свидание вслепую» (англ. Blind Date), представляющая аудиозапись акта некрофилии, совершенного художником.

## Биография
Джон Дункан родился в Уичито, штат Канзас. Он был воспитан в соответствии со строгим кальвинистским мировоззрением, в котором уверенность в себе, упорный труд и подавление эмоциональных страданий считаются добродетелями. А сомнение в авторитетах сурово порицается. В подростковом возрасте изучал рисунок и живопись вместе с психологией и физикой света. Его первой встречей с экспериментальной музыкой стал альбом Жака Ласри «Chronophagie» (фр. Пожирание времени), обнаруженный в хранилище записей городской библиотеки. В 1971 году он подал заявление в армию США и был признан отказником по соображениям совести. В 19 лет он переехал в Лос-Анджелес, чтобы поступить в Калифорнийский институт искусств, где он учился под руководством Аллана Капроу.

### Лос-анджелесский период
В середине 1970-х его перфомансы и и инсталляции в Лос-Анджелесе находились под влиянием концепции «Театр бедных» Ежи Гротовского, а также катарсического разоблачения личных переживаний в творчестве венского художника-акциониста Рудольфа Шварцкоглера и раннего феминистского перформанса. Некоторые из его ранних перфомансов проводились конфиденциально или при небольшом количестве свидетелей.
Одной из первых, стала работа «Страх» (англ. Scare; 1976), созданная под впечатлением от уличного нападения на Дункана. В ней он исследовал физические эффекты страха. Дункан переоделся и выстрелил в упор из пистолета с холостым зарядом в двух тщательно отобранных участников, Тома Рекчиона и Пола Маккарти, выбранных «… потому что они были близкими друзьями, которые не ожидали, что с ними произойдет что-то подобное, и теми, кто сможет оценить мою задумку».
В том же 1976-м году он провёл акцию «Поездка на автобусе» (англ. Bus Ride), во время которой распылил через кондиционер автобуса жидкость с запахом вагинальных секреций, вследствие чего пассажиры начали вести себя агрессивно, и началась массовая драка.
В мае 1980 года он собрал материал для акции «Свидание вслепую» (англ. Blind Date), которое представляло из себя аудио-запись акта некрофилии, с последующей вазэктомией. Демонстрация результата было представлена аудитории в тёмном складском помещении как аудиовизуальное мероприятие, демонстрирующее, как мужчин заставляют превращать эмоциональные страдания в ярость. 
Я хотел наказать себя так тщательно, как только мог. Я решил сделать вазэктомию, но этого было недостаточно: я хотел, чтобы мое последнее семя было израсходовано в мёртвом теле. Я договорился о сексе с трупом. Меня физически вышвырнули из нескольких секс-шопов, прежде чем я встретила мужчину, который свел меня с помощником гробовщика в мексиканском городке на границе.
Другие проекты были представлены аудитории, разделённой расстоянием, посредством радио.
No was — первое публичное выступление Дункана с райхианскими упражнениями (позже известными как биоэнергетический анализ), которые транслировались в прямом эфире в программе «Близкое радио» (англ. Close Radio).
«Happy Homes» стал последним перфомансом Дункана перед отъездом из Лос-Анджелеса. Он представлял собой телефонный разговор с психотерапевтом и радиоведущей Тоней Грант, которая транслировалась в прямом эфире на всю территорию США. В ней Дункан описал несколько случаев жестокого обращения с детьми, свидетелем которых он лично был в качестве водителя городского автобуса в Лос-Анджелесе, и спрашивал советы у терапевта.
Первые фильмы Дункана были сняты в формате Super 8, без звука или с аудиодорожкой, которая задумывалась, как самостоятельное произведение искусства.
Спектакль «Только для женщин» (англ. For Women Only) был основан на фильме, призванном сексуально возбудить женскую аудиторию, которую затем приглашали в отдельную комнату и сексуально оскорбить Дункана. Секретный фильм (англ. Secret Fim) был показан восьми зрителям индивидуально, прежде чем сам фильм и комната, где он был показан, были сожжены.
В 1978 году он тесно сотрудничал с Лос-Анджелесским обществом свободной музыки. Его первый сольный LP Organic был выпущен в 1979 году. Его первые сольные записи с коротковолновым радио были выпущены в 1982 году на EP Creed, который также включал полную трансляцию Happy Homes.

#### Close Radio
С 1976 по 1979 год на радиостанции KPFK в Лос-Анджелесе выходила еженедельная получасовая программа Close Radio, в которой художники представляли свои звуковые и художественные проекты по радио. Программу придумали и запустили Джон Дункан, Нил Голдштейн и Пол Маккарти. Позже к ним присоединилась Нэнси Бьюкенен и Линда Фрай Бернем. Было выпущено более 100 передач, в которых приняли участие более 90 художников. В настоящий момент архив радиопередач хранится в Музее Гетти.

### Токийский период
Дункан уехал из Соединенных Штатов в Токио в 1982 году, где продолжил свою исполнительскую деятельность и расширил эксперименты с записанными коротковолновыми передачами и фильмами. Он работает над музыкальными проектами, например, Kokka (National Anthem) с Cosey Fanni Tutti и Крисом Картером, и выпускает сольные LP Riot и Dark Market Broadcast. Что приводит к сотрудничеству с рядом японских авторов шумовой музыки, в том числе с Масами Акита, Кейдзи Хайно и Hijokaidan. Его сольные записи и живые концерты этого периода сделали его одним из пионеров джапанойза; и первым не японцем, работающим в этом жанре в Японии.
В Японии он начал сознательно представлять свои работы в публичных пространствах, а не в стенах художественных галерей и учреждений культуры. «Туалетная выставка» (англ. The Toilet Exhibition; 1985) — серия коллажей, объединяющих события из мировой и военной истории и порнографические кадры. Отпечатки формата А1, размещалась на дверях мужских туалетов на станциях метро: на станции Коккай-Гидзидомаэ (вокруг которой сконцентрирован ряд государственных учреждений), на станции Хибия (банковский сектор) и Сибуя (индустрии моды).
Перфоманс Cast (1986) был проведен на полу женского туалета Университета Мейдзи во время «Второй ежегодной конференции альтернативных СМИ».
В середине 1980-х он начал пиратские радио- и телетрансляции с портативных передатчиков, нелегально работающих с крыш многоквартирных домов в центре Токио и заброшенного госпиталя армии США недалеко от Сагамихары. Радиопередачи Radio Code включали ранние живые выступления музыканта Кейдзи Хайно и танцора-буто Хисако Хорикава, которые также транслировались по всему Токио через другие пиратские радиостанции, в частности Radio Homerun в Симо-Китадзаве. Телевизионные передачи TVC-1 транслировались с крыш в центре Токио на частоте, присвоенной NHK 1 после того, как станция завершила свой вещательный день, и ограничивалась 12 минутами, чтобы избежать пеленга токийской полицией.
Его работа для кино и видео включала фильмы формата «Super 8» «Курок» (англ. Trigger) с сольным саундтреком, «Жестокий день рождения» (англ. Brutal Birthday) с живым саундтреком в исполнении группы Дункана C.V. Massage. И фильм «Двигайся вперёд» (англ. Move Forward), который включал изображения из жёсткой порнографии и анимированные технические чертежи стратегий ядерной атаки, который использовался, как видеоряд для публичных выступлений.
Он также снял серию коммерческих видео для взрослых для Kuki Inc. под псевдонимом Джон Си (англ. John See; игра слов see — «видеть»), для которых он также написал сценарии, сделал монтаж, сочинил саундтреки и иногда играл второстепенные роли. Несколько отредактированных версий видео Джона Си транслировались на канале TVC-1, также появившиеся в видеоинсталляции «Видеть» (англ. See) в 2003 году.

### Амстердамский период
В 1988 году Дункан переехал в Амстердам, где его работа стала более интроспективной, особенно после месячного пребывания в буддийском монастыре в Чиангмае (Таиланд) в 1993 году. Он продолжил выступать перед публикой со сцены с райхианскими упражнениями.
Его аудиоинсталляция «Стрессовая комната» (англ. Stress Chamber) состояла из трёх независимых двигателей, которые заставляют вибрировать стенки транспортного контейнера. Обнаженные участники входят по одному внутрь, после чего их запирают. Вибрации беспорядочно перемещаются вокруг и через тело участника. Впервые Stress Chamber была представлена в Амстердаме на фестивале Absolute Threshold Machine Festival. Первоначально организаторы фестиваля пригрозили отменить показ, из-за того, что двигатели вызывали ощутимую вибрацию в радиусе 90 метров, опасаясь, что такая интенсивность может стать «орудием пыток». Но демонстрация была разрешена, а созданный ею ажиотаж заставил продлить фестиваль на несколько часов дольше, чем предполагалось.
В 1988 и 1989 годах несколько фильмов Дункана транслировались по Rabotnik TV вместе с Anthem, рейхианским упражнением, которое выполнялось перед телекамерой Rabotnik в заброшенном здании, используемом наркоманами. Звук локации для Anthem был записан Эндрю М. Маккензи (см. Hafler Trio).
Между 1990 и 1993 годами радиопередачи Radio Code FM продолжались в виде еженедельных программ, которые Дункан производил и вел на пиратских станциях Radio 100 и Radio Patapoe.
В перфомансе «Лабиринт» (англ. Maze) в июне 1995 года участвовала группа из семи добровольцев, в том числе Дункан и младенец, заперлись голыми и с завязанными глазами на ночь в амстердамском подвале, чтобы испытать работу разума в ситуации сенсорной депривации. Мероприятие закончилось, когда несколько участников вскрыли выходную дверь ногтями и сломали её. Младенец проспал всё мероприятие.
Музыка этого периода включает CD-релизы Contact with Andrew M. McKenzie, Send с треками Маккензи и Збигнева Карковского и The Crackling, сочиненные с Максом Спрингером в 1996 году на основе полевых записей, сделанных Дунканом в Национальной ускорительная лаборатория SLAC в Стэнфорде. В материале журнала The Wire в 1997 году утверждалось, что The Crackling превратил исследовательский центр Стэнфорда в «… возможно, самый большой музыкальный инструмент из когда-либо созданных».

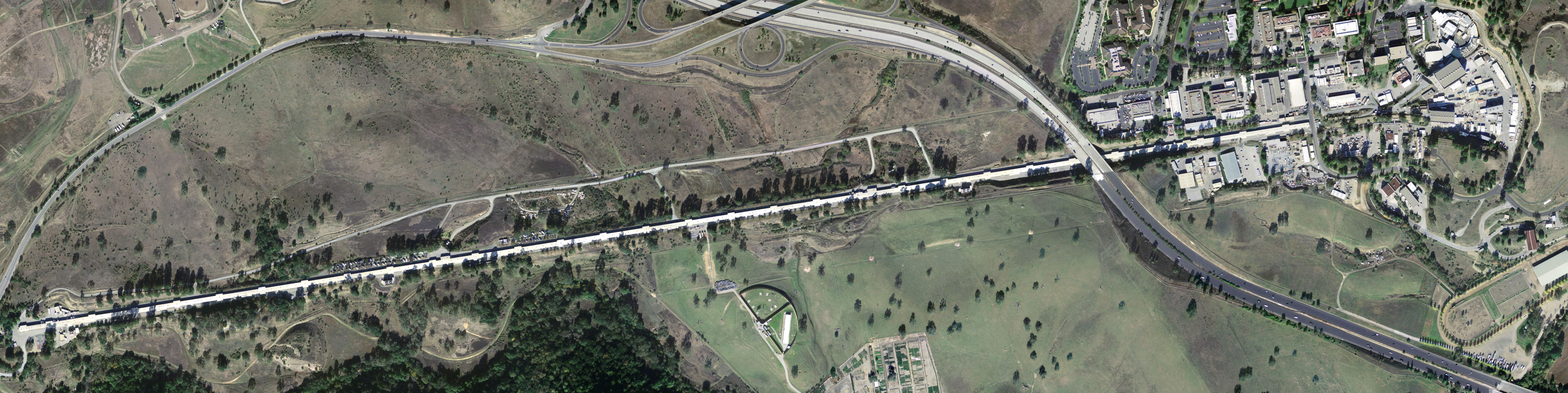
Национальная ускорительная лаборатория SLAC

### Итальянский период

#### Scrutto di San Leonardo
В 1996 году Дункан познакомился с Джулианой Стефани, когда она была моделью для фотопроекта Дункана «Иконы» (англ. Icons). Её академическое образование в области математики, работа в фотографии и практика медитации быстро укрепили связь между ними. Осенью 1996 года они покинули Амстердам и открыли студию в Скрутто-ди-Сан-Леонардо, деревне с населением менее 100 человек в итальянской провинции Фриули-Венеция-Джулия на границе со Словенией. Они поженились в 1998 году. Их сотрудничество включает работы «Заряженное поле» (англ. Charge Field) и «Дворец разума» (англ. Palace of Mind). В 2005 году они полюбовно расстались.
Произведения искусства этого периода включают звуковую инсталляцию «Плачущие башни» (англ. The Keening Towers, 2003) для II-го биеннале в Гётеборге. Она представляла собой запись, смикшированную из плача младенцев, которую проигрывали в течение 90 дней через динамики, установленные на высоте 25 метров перед Гётеборгским художественным музеем.
Перфоманс «Голосовой контакт» (1998—2000) — участники-добровольцы входили по одному, обнаженными и с закрытыми глазами, в пустую комнату, в которой находился Дункан, также обнаженный и лишенный возможности видеть. Художник реагирует на каждого посетителя уникальным образом, в соответствии с их перемещениями в пространстве. Первое мероприятие Voice Contact было проведено в модифицированном пятизвёздочном номере отеля Lydmar в Стокгольме в 1998 году.
Видео этого периода включает фильм «Север защищен» (англ. The North Is Protected), основанный на одноименном тексте, который написал Лейф Элггрен.
Работа Дункана с радио продолжилась. Трансляции Cross Radio представляли собой трёхчасовые живые экспериментальные музыкальные программы, которые транслировались еженедельно с 23:00 до 02:00 по Radio Onde Furlane в Удине, а также повторялись по Resonance FM в Лондоне, Radio Autonoma в Мадриде, Radio Kinesonus в Токио и WPS1 в Нью-Йорке.
В этот период он сотрудничал с музыкантами, среди которых Эллиот Шарп, Грэм Льюис и Асмус Титченс.

#### Болонский период
Дункан переехал в Болонью в 2005 году, открыв студию недалеко от Porta San Vitale.
Его первым проектом здесь стала «Ошибка» (англ. The Error), 50-страничный альбом в переплёте, размером 40 х 60 см, содержащий фотографии его произведений, напечатанных методом высокой печати тиражом в 10 экземпляров. Впервые «Ошибка» была представлена вместе с DVD-версией в 2006. Копии «Ошибки» находятся в коллекциях художников Никласа Белениуса, Лейфа Элггрена, Пьерджиоргио Форнелло, Пола Маккарти, Джулианы Стефани и Франсуа Кезера, которые проспонсировали издание.
В 2006 году он записал «Наши теллурические разговоры» (англ. Our Telluric Conversation) с Карлом Микаэлем фон Хаусвольфом и «Девять предложений» (англ. Nine Suggestions) с участниками Pan Sonic Мика Вайнио и Илпо Вяйсянен. Аудиоинсталляция «Сад» (англ. The Garden) с Валерио Триколи была представлена на заброшенном заводе по производству токсичных анилиновых красителей в Турине, печально известном гибелью рабочих и загрязнением окружающей территории.
В январе 2007 года Дункан исполнил «Что-то вроде видения в темноте» (англ. Something Like Seeing in the Dark) с Элггреном, премьера которого состоялась в Palazzo Re Enzo на фестивале Netmage 07. В августе его сольная аудиоинсталляция «Колокольный звон» (англ. The Tolling) была представлена на верфях Пьомбино для Piombino eXperimenta 3. В сентябре Дункан курировал Cross Lake Atlantic с крупномасштабными работами Скотта Арфорда, Гэри Джо Гарденайра, Ким Гордон и Ютта Кётер, Брэндон Лабелле, Тереза Марголль и Фредрик Нильсен в галерее Энрико Форнелло в Прато. В октябре три произведения из «Посланий о плазме» (англ. The Plasma Missives), тексты которых написаны кровью Дункана, и три произведения из его серии «Отвлечение» (англ. Distractions), в которых его кровь использовалась в качестве краски, были выставлены с работами Элггрена в галерее Никласа Белениуса в Стокгольме.
В 2008 году он начал преподавать аудио-арт в Академия изящных искусств Болоньи.

### Текущие работы
В феврале 2008 года в галерее Färgfabriken в Стокгольме была проведена аудиоинсталляция «Перчатка» (англ. The Gauntlet): серия противоугонных сигнализаций с инфракрасными датчиками, включалась с интервалом в десять минут и срабатывающих, когда посетители слепо движутся по затемнённому холлу.
В июне 2008 года Ensemble Phoenix исполнила интерпретации с акустическими инструментами Phantom Broadcast, озвученные и дирижированные Дунканом, на живых концертах, проведенных в Gare du Nord в Базеле и Dampfzentrale в Берне. Концерт Dampfzentrale был записан для трансляции в Швейцарии по каналу DRS2.
В мае 2009 года Ensemble Phoenix исполнила модифицированную интерпретацию Phantom Broadcast на живом концерте, который снова дирижировал Дункан, в Театр «Сан Леонардо» в Болонье в рамках фестиваля Angelica 2009. В июне Дункан и Пасут исполнили раннюю версию своего танцевального дуэта An Open Area Inside the Mountain в Teatro Dimora в Мондаино. 24 часа спустя он и Карл Маикаэль фон Хаусвольф исполнили Nocturnal Denizens на концерте фестиваля Cut & Splice в Уилтон-мьюзик-холл в Лондоне.
В 2015 году он представил перфоманс — «Вдохновляясь пытками» (англ. Under the Influence of Torture), в котором художника Брайана Льюиса Сондерса привязали к устройству, похожему на то, что использовала иранская секретная полиция при САВАК в тюрьме Эвин. Одновременно с действием на экран проецировались фотографии, на которых Сондерс подвергался пыткам, сродни тем, что проводились в иранской тюрьме, о которых стало широко известно в начале XXI века. Дункан пытал Сондерса низкочастотным звуком и электрошокером, в то время, как тот по памяти произносит правила Конвенции против пыток.
В 2018 году Дункан снялся в российском документальном фильме «Тинитус» режиссёра Даниила Зинченко, посвящённого Дмитрию Васильеву. Помимо комментария художника, фильм завершается съёмками его живого выступления в лесу — 30-минутной шумовой композицией.
29 апреля 2019 года художник выступил в Школе Дизайна НИУ ВШЭ.

## Дискография
| Год  | Название                                           | Тип          | Лейбл                         | Комментарий                                              |
| ---- | -------------------------------------------------- | ------------ | ----------------------------- | -------------------------------------------------------- |
| 2016 | Bitter Earth                                       | LP           | IDEAL                         | ограниченное издание                                     |
| 2011 | There Must Be A Way Across This River / The Abject | LP           | Fragment Factory              | Страна релиза: Германия                                  |
| 2009 | John Duncan Live — Brussels                        | Live         | Allquestions                  | Страна релиза: Италия, ограниченное издание              |
| 2009 | The Nazca Transmissions                            | LP           | Alga Marghen                  | Страна релиза: Италия                                    |
| 2007 | Untitled                                           |              | Die Stadt                     | Страна релиза: Германия                                  |
| 2006 | Our Telluric Conversation                          |              |                               |                                                          |
| 2006 | The Garden                                         |              | Eco e Narciso                 | Страна релиза: Италия                                    |
| 2006 | John Duncan: Work 1975—2005 Monograph              |              | Errant Bodies Press           | Страна релиза: Дания                                     |
| 2006 | John Duncan: First Recordings 1978—1985            | Три LP + DVD | Vinyl On Demand               | Страна релиза: Германия                                  |
| 2006 | The Keening Towers                                 |              | Institute of Contemporary Art | Документация художественного проекта, страна релиза: США |
| 2005 | Conservatory                                       |              | Allquestions                  | Страна релиза: Италия                                    |
| 2005 | Nine Suggestions                                   |              | Allquestions                  | Страна релиза: Италия                                    |
| 2004 | Presence                                           |              | Allquestions                  | Страна релиза: Италия                                    |
| 2004 | Tongue                                             |              | Allquestions                  | Страна релиза: Италия                                    |
| 2003 | Phantom Broadcast                                  |              | Allquestions                  | Страна релиза: Италия                                    |
| 2003 | Infrasound-Tidal                                   |              | Allquestions                  | Страна релиза: Италия                                    |
| 2003 | The Keening Towers                                 |              | Allquestions                  | Страна релиза: Италия                                    |
| 2003 | Stun Shelter                                       |              | Galleria Nicola Fornello      | Страна релиза: Италия                                    |
| 2003 | The Gossamer Dispatch                              | EP           | Die Stadt                     | Страна релиза: Германия                                  |
| 2003 | Da Sich Die Machtgier…                             |              | Die Stadt                     | Страна релиза: Германия                                  |
| 2003 | The Scattering                                     |              |                               | Страна релиза: США                                       |
| 2002 | Fresh                                              |              | Allquestions                  | Страна релиза: Италия                                    |

#### Монография
- John Duncan: Work 1975—2005 (Errant Bodies Press, 2006 ISBN 978-0-9772594-2-7) при участии Daniela Cascella, Leif Elggren, Cosey Fanni Tutti, Mike Kelley, Brandon LaBelle, Paul McCarthy, Tom Recchion, Takuya Sakaguchi, Giuliana Stefani и Carl Michael von Hausswolff.

#### Критические обзоры и исследования
- Thomas Bey William Bailey, Vox Stimuli included in «Micro-bionic», Creation Books 2008 p. 143—159[18]
- Kristine Stiles, Uncorrupted Joy included in «Out of Actions: between performance and the object 1948—1979» (1998) p. 240—241
- Daniela Cascella, John Duncan: From noise, installations, shortwave radio, field recordings, one of the masters of experimentation of the last 20 years, Blow up (журнал)[англ.], ноябрь 2000
- Jim Haynes, Shock Treatment, The Wire, май 2001